# Триггви Гвюдмюндссон
Триггви Гвюдмюндссон (исл. Tryggvi Guðmundsson; род. 30 июля 1974, Вестманнаэйяр, Сюдюрланд) — исландский футболист, нападающий. Игрок сборной Исландии с 1997 по 2008 год.

## Карьера

### Клубная
Гвюдмюндссон дебютировал в чемпионате Исландии в 1992 году. С 1992 по 1997 год он выступал в клубе «Вестманнаэйяр». Его лучшим сезоном в этой команде был 1997 год, когда нападающий сумел забить 19 мячей в 18 играх национального первенства.
В 1998 году Гвюдмюндссон перешёл в норвежский клуб «Тромсё». Здесь он пробыл три сезона, выходил на поле 76 раз и забил 36 голов. В 2001 году исландский футболист подписал контракт с другой командой из Норвегии — «Стабеком». Затем в 2004 году он перешёл в шведский «Эргрюте», после чего вернулся в Исландию. На родине Гвюдмюндссон играл за «Хабнарфьордюр» до 2009 года, а с 2010 до 2012 года являлся игроком клуба «Вестманнаэйяр».

### В сборной
Гвюдмюндссон дебютировал в сборной Исландии в июле 1997 года, когда исландец вышел на замену в товарищеском матче со сборной Фарерских островов. До 2005 года футболист часто появлялся в составе национальной команды. В 2008 году после перерыва он вновь был вызван в сборную. Всего с 1997 по 2008 год Гвюдмюндссон провёл 41 матч за исландскую сборную и забил 12 голов. По показателю результативности за сборную Исландии игрок находится на шестом месте.